# Blue Ash
Blue Ash és una ciutat dels Estats Units a l'estat d'Ohio. Segons el cens del 2000 tenia 12.513 habitants.

## Demografia
Segons el cens del 2000, Blue Ash tenia 12.513 habitants, 4.990 habitatges, i 3.468 famílies. La densitat de població era de 630,7 habitants/km².
Dels 4.990 habitatges en un 32,7% hi vivien nens de menys de 18 anys, en un 57,2% hi vivien parelles casades, en un 9,4% dones solteres, i en un 30,5% no eren unitats familiars. En el 25,3% dels habitatges hi vivien persones soles el 8,4% de les quals corresponia a persones de 65 anys o més que vivien soles. El nombre mitjà de persones vivint en cada habitatge era de 2,48 i el nombre mitjà de persones que vivien en cada família era de 3,01.
Per edats la població es repartia de la següent manera: un 25,4% tenia menys de 18 anys, un 6,4% entre 18 i 24, un 27,8% entre 25 i 44, un 26,1% de 45 a 60 i un 14,2% 65 anys o més.
L'edat mediana era de 39 anys. Per cada 100 dones de 18 o més anys hi havia 91 homes.
La renda mediana per habitatge era de 61.591 $ i la renda mediana per família de 69.494 $. Els homes tenien una renda mediana de 52.743 $ mentre que les dones 35.060 $. La renda per capita de la població era de 33.801 $. Aproximadament el 3,8% de les famílies i el 4,7% de la població estaven per davall del llindar de pobresa.

## Poblacions properes
El següent diagrama mostra les poblacions més properes.